# Université Chaminade d'Honolulu
L'université Chaminade d'Honolulu (en anglais : Chaminade University of Honolulu) est une université américaine située à Honolulu dans l'État d'Hawaï.

## Historique
L'établissement a été fondé en 1955 par la Société de Marie et porte le nom de Guillaume-Joseph Chaminade, un religieux français.

## Source
- (en) Cet article est partiellement ou en totalité issu de l’article de Wikipédia en anglais intitulé « Chaminade University of Honolulu » (voir la liste des auteurs).